# Don de Dieu (bière)
 (avril 2021).
Si vous disposez d'ouvrages ou d'articles de référence ou si vous connaissez des sites web de qualité traitant du thème abordé ici, merci de compléter l'article en donnant les références utiles à sa vérifiabilité et en les liant à la section « Notes et références ».
Pour les articles homonymes, voir Don de Dieu.
La Don de Dieu est une bière québécoise brassée par Unibroue. La bière est à soutirage limité qui revient une fois l'an, au mois de décembre.

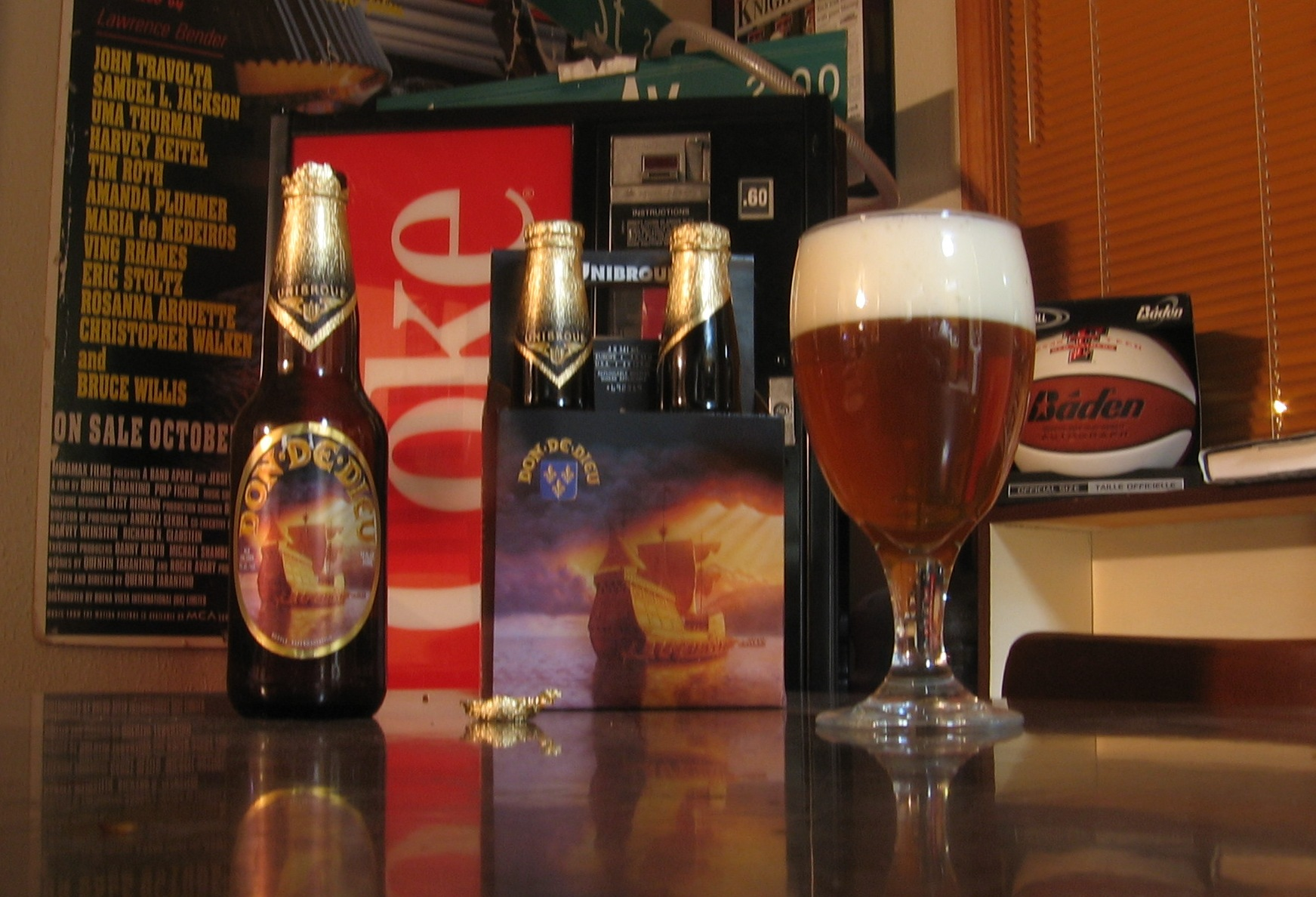

## Étymologie
Le nom de la bière s'est inspiré de celui du bateau, Le Don de Dieu, de Samuel de Champlain qui, investi de l'autorité du Roy de France, avait pour mission « de parachever de descouvrir ce grand pais fascheux d'Amérique ». Une mission qui le conduira à la fondation de Québec le 3 juillet 1608.

## Dégustation
La Don de Dieu est une bière refermentée en bouteille de style triple et de la famille des bières d'Abbaye. Légèrement voilée par la levure en suspension, sa couleur est celle d'une bière blanche aux reflets dorés. Le blé non malté à la saveur ronde, avec saveurs de fruits et de houblon à peine perceptibles. Très légère en bouche, malgré sa teneur en alcool de 9 %, elle dévoile délicatement un soupçon d'épices. 
La bière dégage une mousse onctueuse qui s'agrippe aux parois du verre. Dégustée froide, elle constitue un excellent apéritif alors qu'à la température de la cave ou légèrement refroidie, elle accompagne bien les fromages forts et les viandes, y compris les viandes fumées.